# Naoko Takeuchi
Naoko Togashi (em japonês: 冨樫 直子; romaniz.: Togashi Naoko) nascida Naoko Takeuchi (em japonês: 武内 直子; romaniz.: Takeuchi Naoko; em Kōfu, Yamanashi, Japão, em 15 de março de 1967) é uma mangaká japonesa. Seu trabalho mais popular, Sailor Moon, é um dos mangás e animes mais reconhecidos de todos os tempos.

## Biografia
Naoko Takeuchi é filha de Kenji e Ikuko Takeuchi. Ela tem um irmão mais novo chamado Shingo. Ela usou nomes de pessoas da sua família no mangá de Sailor Moon, e costumava mencioná-los nas entrevistas e em várias tiras em quadrinhos que ela produzia no lugar das observações do autor.
Takeuchi estudou na Kofu Ichi High School. Ela vestia o uniforme estilo sailor fuku e fez parte do clube de astronomia e de mangá. Essa experiência influenciou seu trabalho em Sailor Moon, Love Call e Rain Kiss. Ela queria se tornar uma mangaká nessa época, porém seu pai disse que caso isso não desse certo, ela devia ter garantia de outra profissão. Assim, ela foi para a universidade estudar Química.
Formou-se em Química na Universidade de Farmácia de Kyoritsu (parte da Universidade Keio desde 2006), porém fez especialização em Ultrassonografia e Utilitários Médicos, tornando-se uma farmacêutica licenciada no Hospital da Universidade de Keio. Sua tese sênior tinha o título de "Elevados Efeitos de Ações Trombolíticas Devido ao Ultrassom".
Em 6 de janeiro de 1999, Takeuchi se casou com o também mangaká Yoshihiro Togashi. Atualmente, eles vivem em Tóquio, no distrito de Azabu-Jūban. Em janeiro de 2001, nasceu o primeiro filho do casal, que é chamado publicamente de "Petit Ouji" (em português, "Pequeno Príncipe"). Em 2009, eles tiveram outra criança, alegadamente uma menina, desenhada como uma coelhinha no volume 27 de Hunter X Hunter.

## Carreira
Quando ainda era estudante do ensino superior, Takeuchi trabalhou como uma miko no Santuário de Shiba Daijingu, próximo da universidade que frequentou. Esta experiência se tornou mais tarde o trabalho de base para um de seus personagens de Sailor Moon, a Rei Hino.
Em 1985, quando tinha apenas 18 anos, sua pequena história titulada Yume ja Nai no ne recebeu o 2º Prêmio de Mangá Nakayoshi para Novatos. No ano seguinte, começou a trabalhar na Kodansha e sua história Love Call ganhou o Prêmio Novo Mangaká Nakayoshi e foi publicada na revista Nakayoshi Deluxe. Mesmo na época ainda trabalhando no hospital, começou a se dedicar a carreira como mangaká, publicando histórias curtas e regulares na revista.
Após publicar a série The Cherry Project, Takeuchi queria um criar um mangá com  garotas lutadoras de outro espaço. Seu editor, Fumio Osano, sugeriu que elas usassem sailor fuku e, assim, surgiu Codename: Sailor V. Quando surgiram planos em fazer uma adaptação em anime do mangá, ela refez a série e adicionou outras quatro Sailor Senshi, resultando em Sailor Moon. O mangá ganhou o 17º Prêmio de Mangá da Kodansha.
Depois de terminar Sailor Moon, criou a série PQ Angels. Embora bastante popular, foi cancelada no 4º capítulo, pois a Kodansha perdeu sete páginas do seu manuscrito para o capítulo seguinte. Bastante chateada com esse acontecimento, deixou a editora e se juntou a Shueisha. Nela, publicou Princess Naoko Takeuchi's Return-to-Society Punch!!, um mangá em que ela fala de maneira descontraída sobre o que fez desde o fim de Sailor Moon.
Nesse tempo, Takeuchi concebeu a ideia de Toki*Meka, que se transformou mais tarde em Toki*Meca.
Com a expiração iminente da licença de Sailor Moon, Kodansha fez um acordo com Takeuchi, que retornou a editora em 1999. Assim, começou a publicar Love Witch, porém o mangá foi cancelado por razões desconhecidas. Além disso, trabalhou nas reedições de Sailor Moon e Codename: Sailor V.
Interessada em aprender mais sobre a indústria de anime, esteve fortemente envolvida na produção de Pretty Guardian Sailor Moon, uma série live-action baseada no seu mangá. Depois da série ser finalizada, Takeuchi trabalhou em Toki*Meca e começou a fazer palestras para estudantes universitários. Ao mesmo tempo, escreveu um livro intitulado Oboo-nu- to Chiboo-nu- como um presente de aniversário para seu filho.
Em 2012, Takeuchi anunciou que Sailor Moon ganharia um novo anime.

## Trabalhos
| Ano       | Título                                              |
| --------- | --------------------------------------------------- |
| 1987–1988 | Chocolate Christmas                                 |
| 1989–1990 | Maria                                               |
| 1990–1991 | The Cherry Project                                  |
| 1991–1997 | Codename: Sailor V                                  |
| 1992–1997 | Pretty Soldier Sailor Moon                          |
| 1993      | Miss Rain                                           |
| 1986–1997 | Prism Time                                          |
| 1997      | PQ Angels                                           |
| 1998–2004 | Princess Naoko Takeuchi's Return-to-Society Punch!! |
| 2001      | Toki☆Meka!                                          |
| 2002      | Love Witch                                          |
| 2005–2006 | Toki☆Meca!                                          |